# Сомерс, Гарри
Гарри Стюарт Сомерс (11 сентября 1925, Торонто — 9 марта 1999, Торонто) — канадский композитор и музыкальный педагог, почётный доктор Оттавского, Торонтского и Йоркского университетов, основатель Канадской лиги композиторов.

## Биография
Сомерс начал занятия музыкой в 1939 году после того, как познакомился с врачом, профессионально игравшим на пианино. Врач и его жена, тоже опытная пианистка, познакомили Сомерса с классической музыкой. В 1940-е годы Сомерс учится игре на фортепиано и композиции. В конце 1940-х годов он уже дает реситали. В 1948 году он выступает в Королевской консерватории в Торонто. Его учителем композиторского мастерства с 1941 до 1949 года был Джон Вайнцвейг, апологет сериализма, а в 1949 году он получает стипендию, позволившую ему проучиться год в Париже у Дариуса Мийо.
Хотя помимо фортепиано в начале 50-х годов Сомерс освоил и гитару, он посвятил себя главным образом сочинению музыки. В это время он зарабатывал на жизнь переписыванием нот, к этому времени относятся и его отношения с композитором Нормой Бикрофт. В 1960 году его опять направляют в Париж, осваивать современные музыкальные течения. В монастыре Солесма он изучает григорианское пение. Вернувшись в Торонто, он начинает принимать заказы на сочинение музыки, в основном от канадской вещательной компании CBC, но постоянного места работы он с тех пор так и не нашёл.
В дальнейшем Сомерс уделяет большое внимание вопросу преподавания и исполнения музыки в школах. Его приглашают вести телевизионные и радиоциклы классической музыки для молодежи, а в 1968—1969 годах он занимает должность специального консультанта по вопросам музыки в школах в Северном Йорке — пригороде Торонто.
С 1969 по 1971 год Сомерс живёт в Италии благодаря гранту на сумму 18000 долларов, полученному от Канадского культурного института в Риме. В Риме он написал Voiceplay и Kyrie, в которых применены новые вокальные приемы, которые в это время становятся объектом его интереса. Он возвращается в Канаду через Дальний Восток, попутно познакомившись с восточной музыкой и философией. В 1977 году он посещает Советский Союз, где встречается с советскими композиторами и дает лекции о современной канадской музыке.
В середине 70-х годов CBC выпустила сборник долгоиграющих грампластинок с произведениями Сомерса, а после его смерти в 2000 и 2001 году две разных компании, CBC и Centrediscs, выпустили собрания его произведений на компакт-дисках.

## Произведения
Сомерс, музыка которого испытала влияние Джона Вейнцвейга, Белы Бартока, барочного контрапункта, додекатоники и григорианского пения, но при этом в значительной степени сохранила самобытность, был универсальным композитором. Среди его произведений работы для оркестра, хора, сольные вокальные произведения, музыка для фортепиано и инструментальных ансамблей, для театральных и телевизионных постановок и кинофильмов. Самым известным его произведением является опера «Луи Риэль», впервые исполненная в 1967 году (год столетия Канадской конфедерации). Её исполнял также оркестр Национального центра искусств Вашингтона во время торжеств по случаю двухсотлетия США.
Другие крупные работы Сомерса:
- Струнный квартет № 1 (1946)
- Фортепианные концерты № 1 (1947), № 2 (1956), № 3 (1996)
- «Северная страна» (англ. North Country, 1948)
- «Рапсодия» (англ. Rhapsody, 1948)
- Сюита для арфы с камерным оркестром (1949)
- Симфония № 1 (1951)
- Пассакалья и фуга (1954)
- «Лирика для оркестра» (англ. Lyric for Orchestra, 1960)
- Балет «Дом Атрея» (англ. The House of Atreus, 1963)
- «Стереофония» (англ. Stereophony, 1963)
- «Пьеса для голоса» (англ. Voiceplay, 1971)
- Kyrie для вокального квартета, хора и инструментов (1971)
- «Музыка для скрипки соло» (англ. Music for Solo Violin, 1973, грамзапись Иегуди Менухина)
- «Песня шамана» (англ. Shaman’s Song, на инуитский текст, 1983)
- Chura-churum для вокального октета и камерного ансамбля (на санскритский текст, 1985)

## Награды
В 1971 году Гарри Сомерса наградили орденом Канады. С 1975 по 1977 год три университета (Оттавский в 1975 году, Торонтский в 1976 году и Йоркский в 1977 году) присвоили ему почетную докторскую степень. Его «Пикассо-сюита» (созданная в 1964 году) удостоена премии «Джуно» за лучшее классическое произведение в 1997 году.